# Rodellar
Rodellar es una localidad y antiguo municipio de España en la provincia de Huesca, Aragón. Actualmente pertenece al municipio de Bierge, en el Somontano de Barbastro. Está emplazado en la sierra de Guara y a las puertas del parque natural del mismo nombre y rodeado entre los abismos del barranco de Mascún.
Es conocido por sus actividades de barranquismo, senderismo y como una de las mejores zonas de escalada deportiva del mundo.

## Geografía humana

### Demografía
| Gráfica de evolución demográfica de Rodellar entre 1842 y 1960 |
| |
| Población de derecho según los censos de población del INE Población de hecho según los censos de población del INEEn este censo se denominaba Rodillar y Aldeas: 1842 Entre el censo de 1857 y el anterior, crece el término del municipio porque incorpora a 225188 (Otín y Letosa) Entre el censo de 1970 y el anterior, este municipio desaparece porque se integra en el municipio 22058 (Bierge) |

### Localidad
Datos demográficos de la localidad de Rodellar desde 1900:
| 231                  | 236 | 225 | 221 | 197 | 230 | 162 | 26 | 15 | 14 | 28 | 50 | 52 |
| (Fuente: INE, IAEST) |     |     |     |     |     |     |    |    |    |    |    |    |

- Datos referidos a la población de derecho.

### Antiguo municipio
Datos demográficos del municipio de Rodellar como entidad independiente:
| 312           | 636 | 658 | 578 | 593 | 581 | 640 | 673 | 654 | 623 | 565 | 479 | 336 | -- | -- | -- |
| (Fuente: INE) |     |     |     |     |     |     |     |     |     |     |     |     |    |    |    |

- En el censo de 1842 se denominaba Rodillar y Aldeas.
- Entre el censo de 1857 y el anterior, crece el término del municipio porque incorpora a Otín y Letosa.
- Entre el censo de 1970 y el anterior, este municipio desaparece porque se integra en el municipio de Bierge.
- Datos referidos a la población de derecho, excepto en los censos de 1857 y 1860 que se refieren a la población de hecho.

## Urbanismo
Se divide en tres barrios: el de la iglesia, el de la Honguera y la calle baja, en los que es posible apreciar ejemplos de arquitectura tradicional, característica de esta parte del Somontano. 

## Monumentos

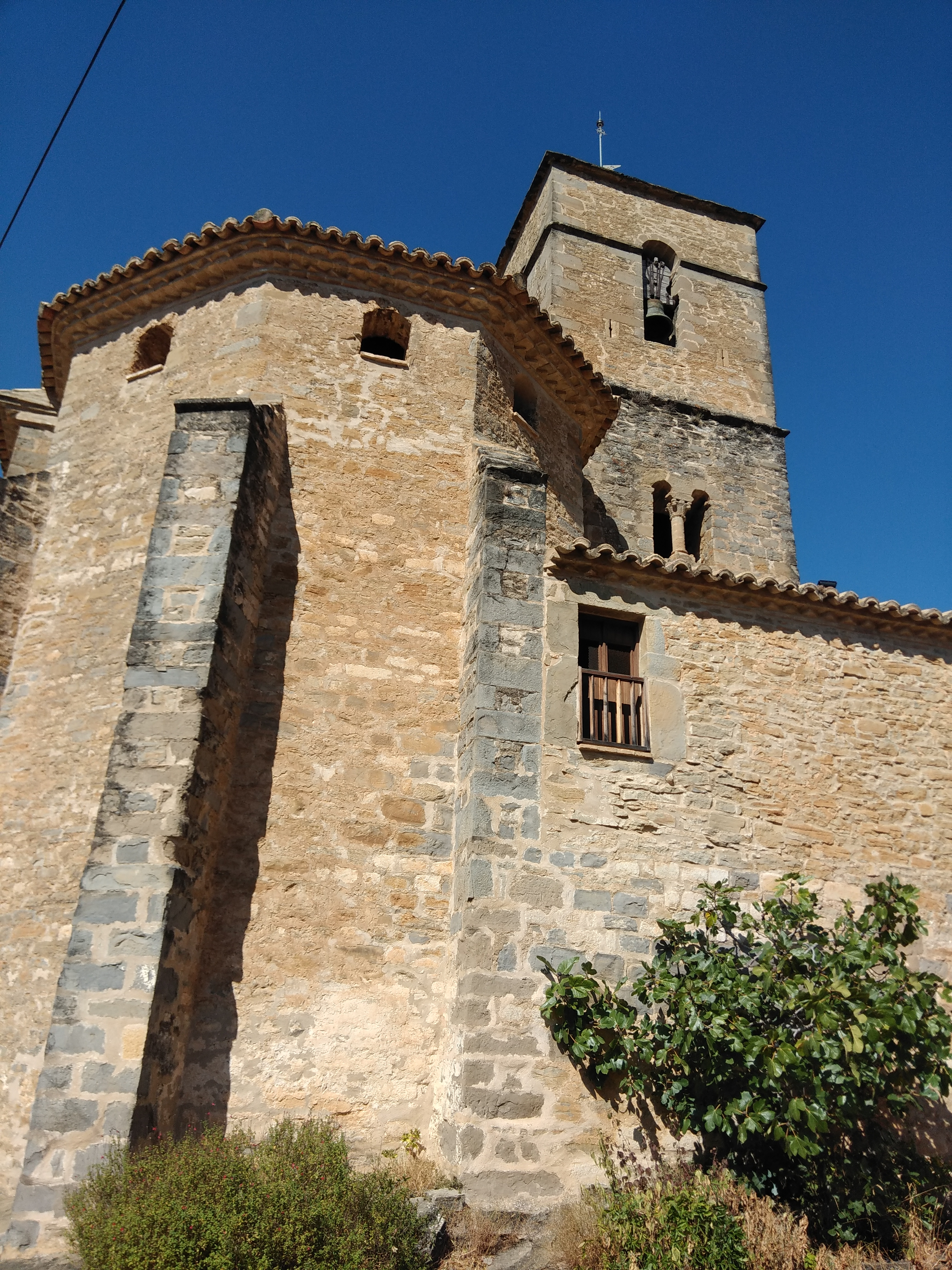
Parroquia de San Juan Bautista, -

En el paisaje dominado por barrancos y encinares, destaca la iglesia de San Juan Bautista del siglo XVII, que aprovechó parte de la anterior edificación románica. 
Cerca del pueblo se encuentra la ermita de la Virgen del Castillo, asomándose a los acantilados del Mascún; también destaca el puente medieval de las Cabras y el poblado de Cheto.

## Fiestas
Son famosas las fiestas patronales en honor a San Lorenzo, que se celebran los días 9, 10 y 11 de agosto. Destaca la tradicional ronda por las casas con los rondadores y joteros. Suele haber gran afluencia de visitantes y turistas por estas fechas. No deben perderse la clásica "Torta en la Carrasca" que conmemora una epidemia que sufrió la población del Valle de Rodellar en tiempos antiguos y que dejó mermada la población. También se puede disfrutar de las sesiones de baile hasta altas horas de la madrugada, con un ambiente amistoso y familiar.